# Монтефальконе-нель-Санніо
Монтефальконе-нель-Санніо (Монтефальконе-нель-Санньйо, італ. Montefalcone nel Sannio) — муніципалітет в Італії, у регіоні Молізе,  провінція Кампобассо.
Монтефальконе-нель-Санніо розташоване на відстані близько 180 км на схід від Рима, 34 км на північ від Кампобассо.
Населення — 1586 осіб (2014).
Щорічний фестиваль відбувається 13 червня. Покровитель — Sant'Antonio di Padova.

## Демографія
Населення за роками:

Станом на 1 січня 2023 року в муніципалітеті офіційно проживали 4 іноземці з 3 країн, серед них 2 громадяни країн Євросоюзу.

## Сусідні муніципалітети
- Кастельмауро
- Челенца-суль-Тріньо
- Монтемітро
- Роккавівара
- Сан-Феліче-дель-Молізе